# Hattersheim am Main
Hattersheim am Main település Németországban, Hessen tartományban. Lakosainak száma 28 720 fő (2023. december 31.).

## Népesség
A település népességének változása:
| Lakosok száma | 27 479 | 27 590 | 28 040 | 28 528 | 28 720 |
|               | 2017   | 2019   | 2021   | 2022   | 2023   |